# Eisenbahnunfall von Egelsbach
Beim Eisenbahnunfall von Egelsbach am 30. Juni 2015 kollidierte ein Kleinflugzeug beim Start vom Flugplatz Frankfurt-Egelsbach mit einem Mast der elektrischen Oberleitung der Bahnstrecke Frankfurt am Main–Heidelberg und stürzte auf einen Güterzug. Ein Mensch starb.

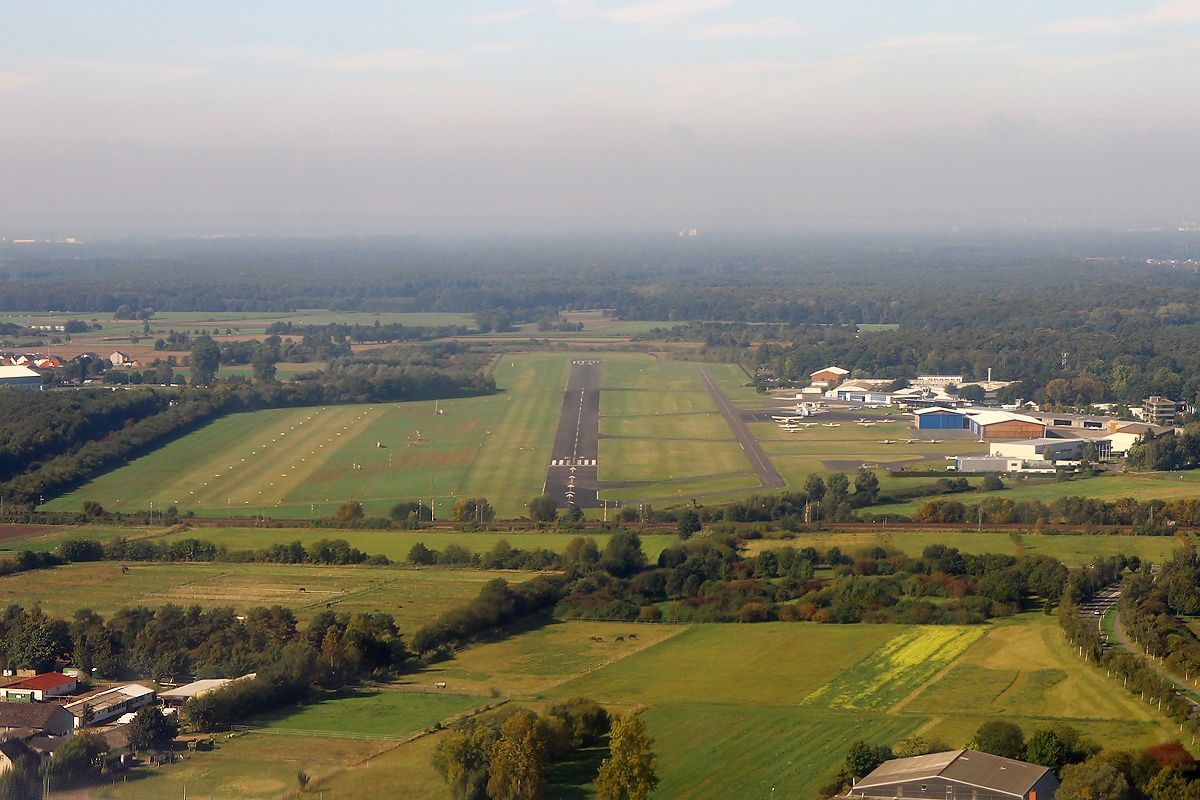
Blick auf die Startbahn des Flugplatzes Frankfurt-Egelsbach – querlaufend davor die Trasse der Bahnstrecke Frankfurt am Main–Heidelberg

## Ausgangslage
Der Flugplatz Frankfurt-Egelsbach ist ein Verkehrslandeplatz nahe dem Frankfurter Flughafen. Er liegt in den Gemarkungen der Gemeinden Egelsbach und Erzhausen, unmittelbar westlich der zweigleisigen, elektrifizierten Main-Neckar-Bahn, zwischen deren Haltepunkten Egelsbach und Erzhausen.
Gegen 10:45 Uhr fuhren ein aus Richtung Frankfurt am Main kommender, mit Containern beladener Güterzug:3 sowie in der Gegenrichtung ein Zug der S-Bahn-Linie S3 des Rhein-Main-Verkehrsverbundes auf der Bahnstrecke auf der Höhe des Flugplatzes.
Auf dem Flugplatz startete zur gleichen Zeit ein Kleinflugzeug des Typs DA 20 Katana (Kennzeichen D-EAGQ) zu einem Rundflug.:2 An Bord der Maschine saß außer dem Piloten noch dessen Ehefrau.

## Unfallhergang
Das Kleinflugzeug hatte Probleme beim Start. Es verlor trotz Vollgas an Fahrt, sank und es gelang ihm nicht, beim Durchstartvorgang ausreichend Höhe zu gewinnen. Es kollidierte rechtsseitig mit einem Mast der Oberleitung der Bahnstrecke, der abknickte. Das Flugzeug wurde dabei auf seiner rechten Seite schwer beschädigt:9f und stürzte auf die Bahnstrecke (Lage), wo es – wohl noch im Absturzvorgang – mit einem auf einem Güterzug transportierten Container kollidierte. Der Tower beobachtete im Moment der Kollision eine Stichflamme. Das Flugzeug brannte aus. Brennende Flugzeugteile wurden auf den Bahndamm geschleudert, wo es zu einem Böschungsbrand kam.:10
Der S-Bahn-Zug konnte rechtzeitig vor der Unfallstelle bremsen und hielt auf freier Strecke.

## Folgen
Die mitreisende Ehefrau des Piloten, die auf der rechten Seite gesessen hatte, konnte nur noch tot geborgen werden und starb schon bei der Kollision mit dem Oberleitungsmast,:10 der Pilot wurde mit einem Rettungshubschrauber in ein Krankenhaus geflogen. Der Lokführer des Güterzuges blieb unverletzt.
Bei der Kollision wurde die Oberleitung auf einer Länge von etwa 150 m abgerissen:9und auf insgesamt 400 m Länge beschädigt. Der Pilot konnte sich selbst befreien und seine tote Ehefrau aus dem Wrack bergen.:3 Das Flugzeugwrack wurde am Abend des Unfalltages mit einem Kran von der Strecke gehoben, die zwischen Langen und Erzhausen bis zur Reparatur der Oberleitung gesperrt blieb.

## Unfalluntersuchung
„Der Unfall ist darauf zurückzuführen, dass die DA 20-A1 Katana nach dem Abheben weder ausreichend Fahrt aufbaute noch an Höhe gewann“:14, ist der zentrale Satz im Untersuchungsbericht der Bundesstelle für Flugunfalluntersuchung. Warum das so war, konnte nicht eindeutig festgestellt werden. Die Eisenbahn-Unfalluntersuchungsstelle des Bundes hat den Unfall offenbar nicht untersucht.

## Wissenswert
Zwölf Jahre zuvor, am 15. Januar 2003, hatte es an der gleichen Stelle einen ähnlichen Unfall während eines Anflugs bei Dunkelheit gegeben, bei dem der Pilot leicht verletzt wurde.